# Leonel Manzano
Leonel Manzano, född den 12 september 1984, är en amerikansk friidrottare som tävlar i medeldistanslöpning.
Manzano deltog vid VM 2007 i Osaka på 1 500 meter men blev där utslagen i försöken. Vid Olympiska sommarspelen 2008 tog han sig vidare till semifinalen där han blev utslagen.
Han tog sig till final vid VM 2009 i Berlin där han slutade på tolfte plats på tiden 3.40,05. Han avslutade friidrottsåret 2009 med att bli tvåa vid IAAF World Athletics Final 2009 på tiden 3.35,40.

## Personliga rekord
- 800 meter - 1.46,20 från 2009
- 1 500 meter - 3.33,33 från 2009
- 1 mile - 3.53,01 från 2009